# 나팔버섯목
나팔버섯목(학명: Gomphales 곰팔레스[*])은 주름버섯강의 목이다.

## 하위 분류
- 나팔버섯과 Gomphaceae
- 방망이싸리버섯과 Clavariadelphaceae
- 뱅어버섯과 Lentariaceae